# Bandiera della Papua Nuova Guinea
La bandiera di Papua Nuova Guinea presenta in giallo l'uccello del paradiso e la costellazione della Croce del Sud, simbolo comune ad altre bandiere dell'emisfero australe, come quella dell'Australia e della Nuova Zelanda. 
Nel 1971, quando lo Stato era ancora un territorio amministrato dell'Australia, fu indetto un concorso nazionale per scegliere la bandiera. Vinse la quindicenne Susan Karike con l'attuale vessillo.

## Bandiere storiche

Bandiera della Compagnia della Nuova Guinea tedesca
Bandiera coloniale tedesca utilizzata nella Nuova Guinea tedesca (1884-1914)
Bandiera proposta nel 1914, ma mai adottata, per la Nuova Guinea tedesca
l'Union Jack, la bandiera ufficiale del Territorio di Papua (1906-1975)
Bandiera coloniale del Territorio di Papua (1906-1949)
Bandiera coloniale del Territorio di Nuova Guinea (1914-1949)
Bandiera australiana utilizzata nel Territorio di Papua e Nuova Guinea (1949-1975)
Bandiera utilizzata nel Territorio di Papua e Nuova Guinea per gli eventi sportivi (1965-1970)
Bandiera proposta per il Territorio di Papua e Nuova Guinea (1970-1971)